# Kim Eui-Chul
Kim Eui-Chul es un deportista surcoreano que compitió en taekwondo. Ganó una medalla de oro en el Campeonato Asiático de Taekwondo de 1998, en la categoría de –58 kg.

## Palmarés internacional
| Campeonato Asiático | Campeonato Asiático          | Campeonato Asiático | Campeonato Asiático |
| Año                 | Lugar                        | Medalla             | Categoría           |
| ------------------- | ---------------------------- | ------------------- | ------------------- |
| 1998                | Ciudad Ho Chi Minh (Vietnam) | Medalla de oro      | –58 kg              |